# 范光遇
范光遇（？—？），浙江宁波府鄞县人，清朝政治人物。

## 生平
清顺治六年（1649年）己丑科殿试，与堂兄范光文（二甲第一名传胪），族人范廷元同登进士。范光遇与范廷元同登三甲进士。官至兖州府知府。

## 家族
先祖范钦，明天一阁人物。